# Мийомиці
Мийомиці (пол. Myjomice, нім. Michelsberg) — село в Польщі, у гміні Кемпно Кемпінського повіту Великопольського воєводства.
Населення — 619 осіб (2011).
У 1975-1998 роках село належало до Каліського воєводства.

## Демографія
Демографічна структура станом на 31 березня 2011 року:
|          | Загалом | Допрацездатний вік | Працездатний вік | Постпрацездатний вік |
| -------- | ------- | ------------------ | ---------------- | -------------------- |
| Чоловіки | 309     | 60                 | 218              | 31                   |
| Жінки    | 310     | 66                 | 174              | 70                   |
| Разом    | 619     | 126                | 392              | 101                  |